# Complexe Bernoussi
 (avril 2025).
Le Complexe Bernoussi (en arabe : مجمع البرنوصي) est un stade de football situé dans la ville de Casablanca au Maroc. C'est l'enceinte du Rachad Bernoussi. 